# Apollo 14
Apollo 14 (angleško Apolon 14) je bila osma vesoljska odprava s človeško posadko v Nasinem Programu Apollo in tretja, ki je pristala na Luni.

## Posadka
Številka v oklepaju predstavlja število vesoljskih poletov vključno s tem za vsakega člana posadke.
- Alan Bartlett Shepard mlajši (2), poveljnik odprave (CDR)
- Stuart Allen Roosa (1), pilot Komandnega modula (CMP)
- Edgar Dean Mitchell (1), pilot Lunarnega modula (LMP)

### Nadomestna posadka
- Eugene Andrew Cernan, poveljnik odprave
- Ronald Ellwin Evans, pilot Komandnega modula
- Joseph Henry Engle, pilot Lunarnega modula

### Pomožna posadka
- Philip Kenyon Chapman
- Bruce McCandless II.
- William Reid Pogue
- Charles Gordon Fullerton

### Nadzorniki poleta
- Pete Frank, oranžna ekipa
- Glynn Lunney, črna ekipa
- Milton Windler, kostanjeva ekipa
- Gerald D. Griffin, zlata ekipa